# Jagdgeschwader 433
Jagdgeschwader 433 (dobesedno slovensko: Lovski polk 433; kratica JG 433) je bil lovski letalski polk (Geschwader) v sestavi nemške Luftwaffe.

## Organizacija
- štab
- I. skupina[1]